# Danske len
Antallet af danske len har varieret gennem tiderne; antallet af hovedlen har det meste af tiden ligget omkring 50, men efter reformationen blev der oprettet mange smålen så antallet kom op omkring 200.
Lenene var opdelt i regnskabslen, afgiftslen og tjenestelen. I et regnskabslen eller fadeburslen fik lensmanden et årligt vederlag for at varetage lenet, mens resten af lenets indtægter gik til Kronen. I et afgiftslen skulle lensmanden svare en vis sum i penge og naturalier og kunne beholde resten af lenets indkomster. Et tjenestelen var fritaget for afgift og blev givet som belønning. Kronen kunne låne af rige stormænd ved at sætte et len i pant, et pantelen, hvorefter lensmanden fik lenets indtægter indtil Kronen kunne indløse pantet eller pantetiden var udløbet.
Ved enevældens indførelse i 1660 og omdannelsen til amter i 1662 var der 49 len.

## Jylland
- Bygholm Len
- Børglum Len
- Bøvling Len
- Dronningborg Len
- Dueholm Len
- Hald Len
- Havreballegård Len
- Kalø Len
- Koldinghus Len
- Lundenæs Len
- Mariager Len
- Riberhus Len
- Sejlstrup Len
- Silkeborg Len
- Skanderborg Len
- Skivehus Len
- Stjernholm Len
- Tørning Len (Sønderjylland)
- Vestervig Len
- Ørum Len
- Åkær Len
- Ålborghus Len
- Åstrup Len

## Fyn
- Hagenskov Len
- Hindsgavl Len
- Nyborg Len
- Odensegård Len
- Rugård Len
- Søbygård-Gudsgave Len (Ærø)
- Tranekær Len

## Sjælland
- Abrahamstrup Len
- Antvorskov Len
- Dragsholm Len
- Frederiksborg Len
- Halsted Len / Ravnsborg (Lolland)
- Hammershus Len (Bornholm)
- Holbæk Len
- Hørsholm Len
- Jungshoved len
- Kalundborg Len
- Korsør Len
- Kronborg Len
- Københavns Len
- Nykøbing Len (Falster)
- Sorø Len
- Stegehus Len (Møn)
- Sæbygård Len
- Ringsted Len
- Roskilde Len
- Tryggevælde Len
- Vordingborg Len
- Ålholm Len (Lolland)

## Skåne,HallandogBlekinge
- Beritsholms Len
- Christiansstad Len
- Gladsax Len
- Halmstad Len
- Helsingborg Len
- Falkenberg Len
- Laholm Len
- Landskrone Len
- Lindholm Len
- Malmøhus Len
- Sølvesborg Len
- Varberg Len

## Eksterne kilder og henvisninger
- Henrik Lerdam: Danske len og lensmænd 1370-1443. 1996.
- Harry Christensen: Len og magt i Danmark 1439-1481. 1983. [1]
- S. Nygaard: Len og stamhuse i Jylland (Jyske Samlinger, bind 4)
- Louis Bobé, Gustav Graae og Fritz Jürgensen West: Danske Len. 1916. [2]
- Gustav Bang: Danske Len og Stamhuse. 1906. [3]
- Kristian Erslev: Danmark-Norges len og lensmænd 1596-1660. 1885.
- Kristian Erslev: Danmarks len og lensmænd i det sextende aarhundrede (1513-1596). 1879.
- www.daisy.sa.dk Arkiveret 28. marts 2010 hos  Wayback Machine – Daisy – Statens Arkivers arkivalieinformationssystem
- http://ddb.byhistorie.dk/kommuner/artikel.aspx?artikel=amter.xml